# Karl Pfyffer von Altishofen
Karl Pfyffer von Altishofen (* 25. Dezember 1771 in Luzern; † 12. November 1840 ebenda) war ein Schweizer Militär und Staatsmann.

## Leben

### Frühes Leben; Militärkarriere
Karl Pfyffer von Altishofen stammte aus der altadligen Familie Pfyffer von Altishofen der Stadt Luzern. Er war das einzige Kind des Großrats Josef Anton Leodegar Pfyffer und der Maria Barbara Bachmann. Schon als sechsjähriger Knabe verlor er seinen Vater. Bald danach kam er in die Obhut seines Onkels Benedikt Pfyffer von Altishofen, Abt des Klosters Sankt Urban. Oberst Niklaus von Bachmann an-der-Letz schickte Pfyffer 1782 in die Militärschule von Paris. Dort hatte Pfyffer den jungen Napoleon Bonaparte zum Mitschüler. Zwar konnte er nicht die Erwartungen von Oberst Bachmann in Bezug auf seine militärische Ausbildung erfüllen, lernte aber gründlich Französisch. Durch seinen Onkel, Gardemajor Karl von Bachmann, erhielt er 1787 eine Anstellung als Unterleutnant bei der Schweizergarde in Paris. 1789 brach die Französische Revolution aus. Drei Jahre später erschütterte Pfyffer in seiner Heimat, wohin er Urlaub genommen hatte, die Nachricht vom traurigen Schicksal seiner Landsleute, unter denen viele nach tapferem Widerstand bei der Verteidigung der Tuilerien am 10. August 1792 den Tod gefunden hatten.
Tatendrang und Erbitterung gegen die Franzosen führten Pfyffer zum Entschluss, als Hauptmann bei einem von Graf Zimmermann von Hilferdingen 1793 mit Erlaubnis des Luzerner Rats aufgestellten sardinischen Regiment zu dienen. Dieses befand sich bereits im Juli 1793 im Piemont beim Heer des Herzogs von Aosta. Pfyffer beteiligte sich mutig und entschlossen am unglücklichen Kampf Sardiniens gegen die Übermacht der französischen Republik. Der General Joubert eroberte Anfang Dezember 1798 Piemont, und das Regiment Zimmermann geriet am 8. Dezember dieses Jahres in französische Kriegsgefangenschaft. General Zimmermann und Hauptmann Pfyffer wollten aber nicht in französische Dienste treten und durften in die Schweiz zurückkehren. Im Mai 1800 warb General Bachmann an-der-Letz ein Schweizer Regiment, das für Österreich kämpfte. Pfyffer wurde nun Hauptmann in dieser Heeresabteilung. In einer kalten Dezembernacht 1800 mussten sich französische Truppen im Oberengadin gefangen nehmen lassen, doch erhielt Pfyffer bei der Erstürmung der Eisschanze ein Säbelhieb im Kopfbereich, dessen Folgen zeitweise wiederkehrende Kopfschmerzen waren. Nach dem Frieden von Lunéville (9. Februar 1801) wies er ein Angebot zurück, für England Kriegsdienste zu leisten, und begab sich wieder nach Luzern.

### Politische Aktivitäten
Politisch war Pfyffer nun vorerst nicht aktiv. Auch als nach dem im Sommer 1802 erfolgten Abzug der Franzosen aus der Schweiz der Stecklikrieg ausbrach und die helvetische Regierung nach dem Kanton Léman floh, blieb Pfyffer untätig. Er wurde dann zum Kantonaloberst sowie eidgenössischen Kriegsrat ernannt und erhielt den Auftrag, nach Bern zu reisen und das Geldkontinent des Kantons an die eidgenössische Kriegskasse zu überbringen. Am 5. Oktober 1802 kam auch der Adjutant Napoleons, General Jean Rapp, nach Bern und verlangte, dass sich die Berner Regierung auflösen solle und die Bundestruppen abzudanken hätten. Eine Abordnung, der Pfyffer angehörte, überbrachte diese Nachricht der im Kanton Schwyz versammelten Tagsatzung. Pfyffer hatte vom Volk der Schwyz und der Tagsatzung einen günstigen Eindruck. Die Tagsatzung beauftragte Pfyffer, eine von ihr verabschiedete Erklärung dem General Rapp mitzuteilen, wollte ihm aber keine schriftlichen Instruktionen mit auf den Weg geben. Rapp willigte schließlich ein, dass Pfyffer selbst eine schriftliche Erklärung verfasste und ihm aushändigte, in welcher der Beschluss der Tagsatzung niedergelegt war. Am 14. Oktober 1802 rückte General Michel Ney mit einer Streitmacht von 20.000 Franzosen aus dem Elsass in die Schweiz ein. Pfyffer sollte Ney in Bern die Nachricht von der Auflösung der Tagsatzung und Entlassung der Schweizer Bundestruppen überbringen sowie Verhandlungen über mehrere wichtige Punkte führen. Ney genehmigte alle Artikel, die sich mit seinen Verhaltensbefehlen einigermaßen in Einklang befanden.
Hierauf kehrte Pfyffer nach Luzern zurück. Als 1803 die Mediationsverfassung eingeführt wurde, erfolgte Pfyffers Wahl in den Kleinen Rat. Er erhielt auch das Amt des Präsidenten der Kriegskammer. 1804 wurde er wegen Hochverrat angeklagt. Obwohl er einen Freispruch erlangte, verlor er seinen Sitz im Kleinen Rat. Ursache hierfür waren wohl seine freimütigen politischen Äußerungen. Dafür blieb er von 1803 bis 1830 Mitglied des Luzerner Grossrats. Unter mehreren von Pfyffer verfassten politischen Flugschriften ist in historischer Hinsicht sein 1819 in Genf gedruckter Récit de la conduite des Gardes Suisses à la journée du 10 août besonders interessant. Im Großrat beantragte er 1829 die Revision der Verfassung von 1814, was auf Ablehnung stieß.

### Kulturelle und naturwissenschaftliche Interessen
Pfyffer forschte auf dem Gebiet der Geologie, Zoologie, Kunstgeschichte und Technologie, informierte Gelehrte über seine Untersuchungsergebnisse und wurde Mitglied der ökomomisch-technischen Gesellschaft zu Frankfurt am Main. Er legte ein Naturalienkabinett an und beschäftigte sich eifrig mit dem Magnetismus. Im Besitz einer trefflichen Gemäldesammlung setzte er sich auch viel mit der Kunst auseinander. 1819–1836 fungierte er als Präsident der Luzerner Kunstgesellschaft. Er beauftragte den dänischen Bildhauer Bertel Thorvaldsen, ein Modell für einen sterbenden Löwen zu entwerfen, der den Kampf und Heldentod der Schweizergarde 1792 verewigen sollte. Thorvaldsens Schüler Ahorn von Konstanz verfertigte sodann den kolossalen, in Felsen ausgehauenen Löwen vom März 1820 bis August 1821 in Pfyffers Garten. Die Kosten des Monuments, das nicht auf allgemeine Begeisterung stieß, beliefen sich auf über 33.000 Franken. In einem neben diesem Kunstwerk befindlichen Gartenhaus bewahrte Pfyffer mehrere Kunstgegenstände, u. a. eine kostbare Stickerei, die er von der Herzogin von Angoulême, einer Tochter König Ludwigs XVI., geschenkt bekommen hatte.

### Späteres Leben und Tod
Seit 1830, dem Jahr der Verfassungsänderung, bekleidete Pfyffer kein öffentliches Amt mehr. Doch beschäftigte er sich noch immer viel mit Politik. Mehrere Jahre redigierte er den 1828 von ihm gegründeten Waldstätter-Boten, eines der heftigsten Oppositionsblätter gegen die neuen politischen Grundsätze und Regierungen. Deswegen wurden gegen dieses Journal mehrere Presseprozesse angestrengt. 1832 wurde Pfyffer wegen eines vom Landrichter Lusser stammenden Artikels zu 100 Tagen Haft verurteilt. Er ging ins Exil, das er zunächst im Badeort Seewen im Kanton Schwyz, dann in Altdorf zubrachte. 1833 entsagte er der Redaktion seiner Zeitschrift und kehrte 1834 nach seiner Begnadigung in seinen Geburtsort zurück. Auch nun ließ er noch mehrere Aufsätze im Waldstätter-Boten veröffentlichen, in denen er unumwunden und rücksichtslos seine politischen Ansichten aussprach, nicht ohne große Heftigkeit und Bitterkeit gegen einzelne Personen.
Bis in sein höheres Alter blieb Pfyffer eine feste Gesundheit und ein heiteres Gemüt. Ohne vorhergehende Krankheit starb er am 12. November 1840 im Alter von knapp 69 Jahren in Luzern an den Folgen eines Schlaganfalls. Er war seit 1816 Ritter des französischen Sankt-Ludwig-Ordens und seit 1818 des piemontesischen Sankt-Lazarus-Ordens gewesen.